# Yang Chang-hsing
Yang Chang-hsing (* 30. November 1991) ist ein taiwanischer Eishockeyspieler, der seit 2023 bei den New Taipei Islanders in der Chinese Taipei Hockey League spielt.

## Karriere
Yang Chang-hsing begann seine Karriere bei den New Taipei Islanders, für die er seit 2015 in der Chinese Taipei Hockey League spielt.

### International
Im Juniorenbereich spielte Yang bei den U18-Weltmeisterschaften der Division III 2008 und 2009 sowie der U20-Weltmeisterschaft der Division III 2010 für Taiwan.
Für die taiwanesischen Herren spielte er beim IIHF Challenge Cup of Asia 2013, 2014 und 2015, bei denen die Taiwaner jeweils siegreich waren, sowie den Winter-Asienspielen 2017.
Seinen ersten Einsatz bei einer Weltmeisterschaft hatte er bei der Weltmeisterschaft 2019 in der Division III. In der Division III spielte er auch bei der Weltmeisterschaft 2023, als erstmals der Aufstieg in die Division II gelang und er selbst die beste Plus/Minus-Bilanz des Turniers aufwies. Dort spielte er bei der Weltmeisterschaft 2024. Zudem stand er im Aufgebot seines Landes bei den Olympiaqualifikationen für die Winterspiele in Peking 2022 und in Mailand 2026.

## Erfolge und Auszeichnungen
- 2013 Goldmedaille beim IIHF Challenge Cup of Asia
- 2014 Goldmedaille beim IIHF Challenge Cup of Asia
- 2015 Goldmedaille beim IIHF Challenge Cup of Asia
- 2023 Aufstieg in die Division II, Gruppe B, bei der Weltmeisterschaft der Division III, Gruppe A
- 2023 Beste Plus/Minus-Bilanz bei der Weltmeisterschaft der Division III, Gruppe A